# یوشی‌یوکی هاسگاوا
یوشی‌یوکی هاسگاوا (به انگلیسی: Yoshiyuki Hasegawa) بازیکن فوتبال اهل ژاپن و عضو تیم ملی فوتبال ژاپن است که در تاریخ ۱۵ فوریه ۱۹۹۵ میلادی اولین بازی ملی‌اش را انجام داد. او در ۶ بازی ملی حضور داشت و آخرین بازی ملی خود را در تاریخ ۲۹ مه ۱۹۹۶ میلادی انجام داد. یوشی‌یوکی هاسگاوا در بازی‌های ملی‌اش
گلی به ثمر نرساند.